# دانکرک (مریلند)
دانکرک (به انگلیسی: Dunkirk) شهری در ایالت مریلند کشور ایالات متحده آمریکا است که جمعیت آن در سرشماری سال ۲۰۱۰ میلادی، ۲٬۵۲۰ نفر بوده‌است.